# Bulldozer
Bulldozer – włoski zespół black/speed/thrashmetalowy założony w 1980 w Mediolanie.
Zespół założyli – najpierw pod nazwą Barracuda – basista Dario Carria i gitarzysta Andy Panigada, do których dołączył perkusista Erminio Galli. Początkowo muzycy planowali grać jedynie covery Iron Maiden, Judas Priest, Motörhead i Black Sabbath. W 1981 grupa została rozwiązana ze względu na konieczność odbycia przez jej członków obowiązkowej służby wojskowej. Bulldozer zdążył nagrać jedynie demo z dwoma utworami, które nie zostało wydane. Wokalistą na nagraniu jest Massimo Zanara.
W 1983 doszło do reaktywacji Bulldozera w zmienionym składzie. Nowym wokalistą został Alberto "AC Wild" Contini. W tym zestawieniu grupa nagrała singel Fallen Angel. W 1984 z zespołu odszedł Carria, a obowiązki basisty przejął AC Wild. Don Andras zajął miejsce Galliego za bębnami. Wkrótce zespół podpisał kontrakt z Roadrunner Records i wydał debiutancki album The Day of Wrath, a rok później drugi, The Final Separation.
Muzyka na obu płytach inspirowana jest dokonaniami zespołów Venom, Motörhead i Slayer, jednak Bulldozer wypracował własny styl muzyczny. Wczesne nagrania grupy zaliczane są do tak zwanej pierwszej fali black metalu, wraz z takimi produkcjami jak Welcome to Hell i Black Metal grupy Venom, Morbid Tales formacji Celtic Frost, Obsessed by Cruelty Sodom czy Bathory zespołu Bathory.
Niedostatki produkcji dźwięku, np. efekt echa w niskim, chrapliwym wokalu AC Wilda, dodały brzmieniu utworów surowości i muzycznego "brudu", pozwoliły też stworzyć na płytach mroczną, diaboliczną atmosferę. Taka realizacja dźwięku będzie inspiracją dla zespołów tzw. drugiej fali black metalu z pierwszej połowy lat dziewięćdziesiątych. Dla Mayhem, Darkthrone czy Immortal specyficzny pogłos i niedoskonałość brzmienia staną się poszukiwanym, zamierzonym efektem muzycznym, nadającym nagraniom buntowniczego autentyzmu, mroku, "nieziemskości".
W zestawieniu z innymi blackmetalowymi produkcjami połowy lat osiemdziesiątych kompozycje Bulldozera są bardziej melodyjne, a teksty, obok bluźnierczych, satanistycznych, także mniej abstrakcyjne, odnoszące się do codzienności (Whisky Time na debiucie, Ride Hard-Die Fast na drugiej płycie). To czyni propozycję zespołu odmienną od złowieszczego klimatu znanego z produkcji Hellhammer czy wczesnego Sodom.
W związku z odmową odbycia służby wojskowej frontman Alberto Contini nie mógł opuścić terytorium Włoch. Doprowadziło to do braku występów zespołu na międzynarodowych trasach koncertowych. Także współpraca zespołu z wytwórnią Roadrunner Records nie układała się dobrze. Muzycy skarżyli się, że Holendrzy nie zapewnili płytom właściwej promocji. W przypadku drugiego albumu doszło ponadto do wyboru innej okładki niż sugerowana przez grupę. Zamieszanie doprowadziło do podpisania nowego kontraktu, tym razem z włoską wytwórnią Metalmagic, będącą oddziałem Discomagic.
W 1987 ukazała się trzecia płyta studyjna zespołu, zatytułowana IX. Muzyka na niej jest szybsza, bardziej agresywna niż na poprzednich krążkach, zdecydowanie mniej blackmetalowa. W materiale słychać inspiracje thrash metalem, w szczególności Slayerem i jego wydaną rok wcześniej płytą Reign in Blood. W warstwie tekstowej Bulldozer kontynuuje obraną drogę. Pojawiają się odwołania do protoplasty satanizmu Aleistera Crowleya, jest krytyka religii, ale są też fantazje seksualne na temat gwiazdy porno Ciccioliny oraz utwór poświęcony klubowi piłkarskiemu AC Milan, któremu kibicują członkowie zespołu.
W 1988 ukazał się czwarty album Bulldozera, Neurodeliri. Muzycy mówili o swoim dziele następująco: "Ten album jest dedykowany Dario Carrii, założycielowi Bulldozer, który w tym roku popełnił samobójstwo. Tytuł tego albumu, Neurodeliri, został nazwany na cześć zespołu, który stworzył po zaangażowaniu się w Bulldozer. Jego wkład w naszą muzykę był bardzo ważny i świetnie. Szanujemy jego ostateczny wybór."
W listopadzie 1990 formacja wydała płytę koncertową Alive... in Poland, będącą zapisem koncertu podczas festiwalu Metalmania w Zabrzu 17 listopada 1989. Zespół zagrał wówczas dla 5.500 fanów. W tym samym roku grupa zakończyła działalność.
Mimo rozwiązania Bulldozer wydał w 1992 jeszcze jeden minialbum Dance Got Sick! Muzyka na tej EP-ce to krzyżówka thrashu, rapu, techno i dance. Materiał stworzony przez Continiego w ramach żartu, spotkał się z miażdżącą oceną fanów w Europie. Nieoczekiwanie jednak odniósł sukces w Japonii. Skłoniło to AC Wilda do przeniesienia się do tego kraju, gdzie podjął pracę jako producent muzyczny.
Po drugiej reaktywacji, która nastąpiła w 2008, w czerwcu 2009 Bulldozer wydał piątą studyjną płytę Unexpected Fate. Wszystkie utwory na tę płytę powstały w latach 1989–1990. Jest to najbardziej thrashmetalowy album w całej dyskografii Bulldozera.
W 2012 ukazał się dwupłytowy materiał koncertowy ALIVE... in Poland 2011 (Back After 22 Years). Nagrań dokonano 8 września 2011 podczas koncertu Bulldozera w warszawskim klubie Progresja. Wydawcą jest firma Witching Hour Productions z Białegostoku.

## Muzycy
Obecny skład zespołu
- Alberto „AC Wild” Contini – wokal (1983–1992, od 2008), gitara basowa (1984–1992, 2008–2009, od 2018), keyboard (1987–1992)
- Andy Panigada – gitara (1980–1981, 1983–1992, od 2008), keyboard (od 2021)
- Manu – perkusja (od 2008)
- G.C. – keyboard (od 2009)
- Ghiulz Borroni – gitara (od 2009)

Byli członkowie
- Dario Carria – gitara basowa (1980–1981, 1983–1984, zmarł 2008)
- Erminio Galli – perkusja (1980–1981, 1983–1984)
- Massimo Zanara – wokal (1980–1981)
- Don Andras – perkusja (1984–1987)
- Rob „Klister” Cabrini – perkusja (1987–1990, 1992)
- Pozza – gitara basowa (2011–2018)
- Simo – gitara basowa (2009–2011)

## Dyskografia
Albumy studyjne
- The Day of Wrath (1985, Roadrunner Records)
- The Final Separation (1986, Roadrunner Records)
- IX (1987, Discomagic Records)
- Neurodeliri (1988, Metal Master Records)
- Unexpected Fate (2009, Scarled Records)

Albumy koncertowe
- Alive... in Poland (1990, Metal Master Records)
- ALIVE... in Poland 2011. Back After 22 Years (2012, Witching Hour Productions)

Minialbumy
- Dance Got Sick! (1992, Build Records)

Demo
- Fallen Angel (1984, Independent)

Kompilacje
- 1983-1990: The Years of Wrath (1999 Sound Cave Records)
- Regenerated in the Grave (2006 Metal Mind Productions) POL #77[7]